# علي بن سالم (رسام)
علي بن سالم، ولد عام 1910 وتوفي بستوكهولم في 20 فيفري 2001، رسام تونسي.

## تكوينه
درس بمعهد الفنون الجميلة بتونس وفي عام 1936 تحصّل على الجائزة الأولى للرسم بتونس وفي السنة الموالية عيّن من قبل الحكومة التونسية مزوّقا رسميا بالمعرض الدولي بباريس. وقد قضى مدة طويلة من حياته بالسويد إذ تزوج من فنانة سويدية هي نيلسون كارستن، وعاد إلى تونس عام 1970 واستقر بمدينة الحمامات.

## مذهبه في الرسم
ينتهج علي بن سالم الرمزية المجازية، حيث تبدو الأشكال محدّدة بواسطة خطوط مقوّسة مرنة ودقيقة، وتتكرّر هذه الأشكال إلى ما لا نهاية له. 

## وصلة خارجية
تكريما له وتخليدا لأعماله، صدرت بعض أعماله ضمن طوابع بريدية:
- لوحة «حلم في الفضاء التقليدي» صادرة عام 2001
- لوحة «عرس في الهواء الطلق» صادرة عام 2001
- لوحة «فضاء الغزلان» صادرة عام 2002